# SB-271046
La SB-271046 es un fármaco que se utiliza en investigación científica. Fue uno de los primeros receptores antagonistas 5-HT6 selectivos en ser descubiertos a través de cribado farmacológico de alto rendimiento del Banco de Compuestos de SmithKline Beecham utilizando receptores 5-HT6 clonados como objetivo, con un compuesto inicial desarrollado en SB-271046 a través de un estudio relación estructura-actividad (SAR de sus siglas en inglés).
Se encontró que la SB-271046 es un in vitro potente y selectivo, teniendo una buena biodisponibilidad oral in vivo, pero pobre penetración de la barrera hematoencefálica; así, posteriores trabajos SAR han sido realizados, permitiendo mejorar los antagonistas 5-HT6 tales como SB-357134 y SB-399885.